# 드래곤 길들이기 2
드래곤 길들이기 2(How to Train Your Dragon 2)는 2014년 공개된 미국의 애니메이션 영화로, 《드래곤 길들이기》의 속편이다.

## 줄거리
아스트리드,스노트,피쉬레그,터프넛과 러프넛은 드래곤 경주를 하고있었고,히컵은 자신의 아버지를 피해 투슬리스와 비행 훈련을 하고있었다. 히컵이 자신의 아버지를 피한것은 아버지가 자신보고 족장자리를 물려받으라고 말했기 때문이다. 경주를 마치고 돌아온 아스트리드에게 이사실을 말해주지만, 아스트리드는 오히려 잘됐다며 히컵을 한대 친다. 그러곤 "네가 원하는거? 멀리있는게 아냐.네가 원하는건 여기 있어."라며 히컵의 가슴을 가리킨다. 그리고 투슬리스에 침이 묻은 히컵에 뺨에 키스를 한다.그때 히컵은 저 멀리 무언가를 발견하고,아스트리드와 함께 가 보지만,아스트리드의 드래곤인 스톰플라이가 드래곤 샤냥꾼에게 잡힌다. 드래곤 사냥꾼의 대장 에랫 은 드라고 블러드 비스트가 드래곤 군대를 만드는데 필요한 드래곤을 찾고있었다. 간신히 탈출한 히컵과 아스트리드는 히컵에 아버지 족장 스토이크에게 이사실을 알리지만,오히려 히컵에 아버지는 드래곤 비행을 금지 시킨다.히컵은 드라고를 설득하기 위해 도망가지만, 한 복면을쓴 사람에게 납치당한다. 그 복면을 쓴 사람은 다름 아닌 20년전에 드래곤에게 납치되어 죽음을 맞이 했다는 히컵의 어머니 발카였다.결국 히컵의 아버지는 히컵을 찾아오지만,발카가 살아있다는 사실에 놀란다.히컵과 히컵의 아버지 스토이크 그리고 히컵의 어머니 발카는 잠시동안 행복한 시간을 보내지만, 갑작스러운 드라고의 침입에 모두 당황한다.최면에 걸린 투슬리스에 의해 아버지가 죽자 히컵은 투슬리스에게 "꼴도 보기 싫어!"라고 소리치며 아버지 시신을 투슬리스에게부터 멀리한다. 하지만 히컵은 투슬리스가 드라고에게 조종당한 모습을 보고 그말을 한걸 후회한다. 모든 드래곤들을 잡아갔지만,히컵과 아스트리드,발카,스노트, 러프넛,터프넛,에엣 은 포기하지 않고 버크를 구하기 위해 떠난다. 투슬리스를 되찾은 히컵은 얼음속에 갇히지만,곧 투슬리스안에 있는 진정한 나이트 퓨어리의 힘으로 빠져나온다. 투슬리스는 히컵을 지키기 위해 알파와 싸운다. 투슬리스가 결국 알파의 한쪽 엄니을 부셔 이긴다. 이로써 투슬리스가 드래곤의 왕이 된다.마지막에 히컵은 아버지를 이어 바이킹 족장이 돼고,장난스럽게 자신을 툭친 아스트리드에게 "그래도 좋아"라고 말을 하며 키스를 한다.영화 마지막부분에는 히컵과 히컵의 여자친구 아스트리드,스노트,피쉬레그,터프넛,러프넛은 드래곤 경주로 막을 내린다.

## 출연

### 주연
- 제이 바루첼
- 제라드 버틀러
- 아메리카 페레라

### 조연
- 케이트 블란쳇
- 크리스틴 위그
- 조나 힐
- 크리스토퍼 민츠 프래지
- T.J. 밀러
- 키트 해링턴
- 크레이그 퍼거슨
- 디몬 하운수
- 키에론 엘리어트
- 필립 맥그레이드
- 앤드류 엡리슨
- 기드온 에머리
- 사이몬 카시아니디스
- 랜디 돔

## 기타
- 공동제작: 마이클 A. 코놀리
- 공동제작: 더그 데이비슨
- 공동제작: 로이 리
- 사운드디자인: 랜디 돔
- 특수효과: 데이브 월부어드
- 애니메이션감독: 제임스 박스터
- 애니메이션: 줄리앙 바카베일레
- 애니메이션: 알베르토 코랄
- 애니메이션: 앤드류 하킨스
- 애니메이션: 마이크 스턴
- 배역: 레슬리 펠드먼
- 배역: 크리스티 소퍼
- 프로덕션매니저: 트레이시 라슨